# Vaca biológica

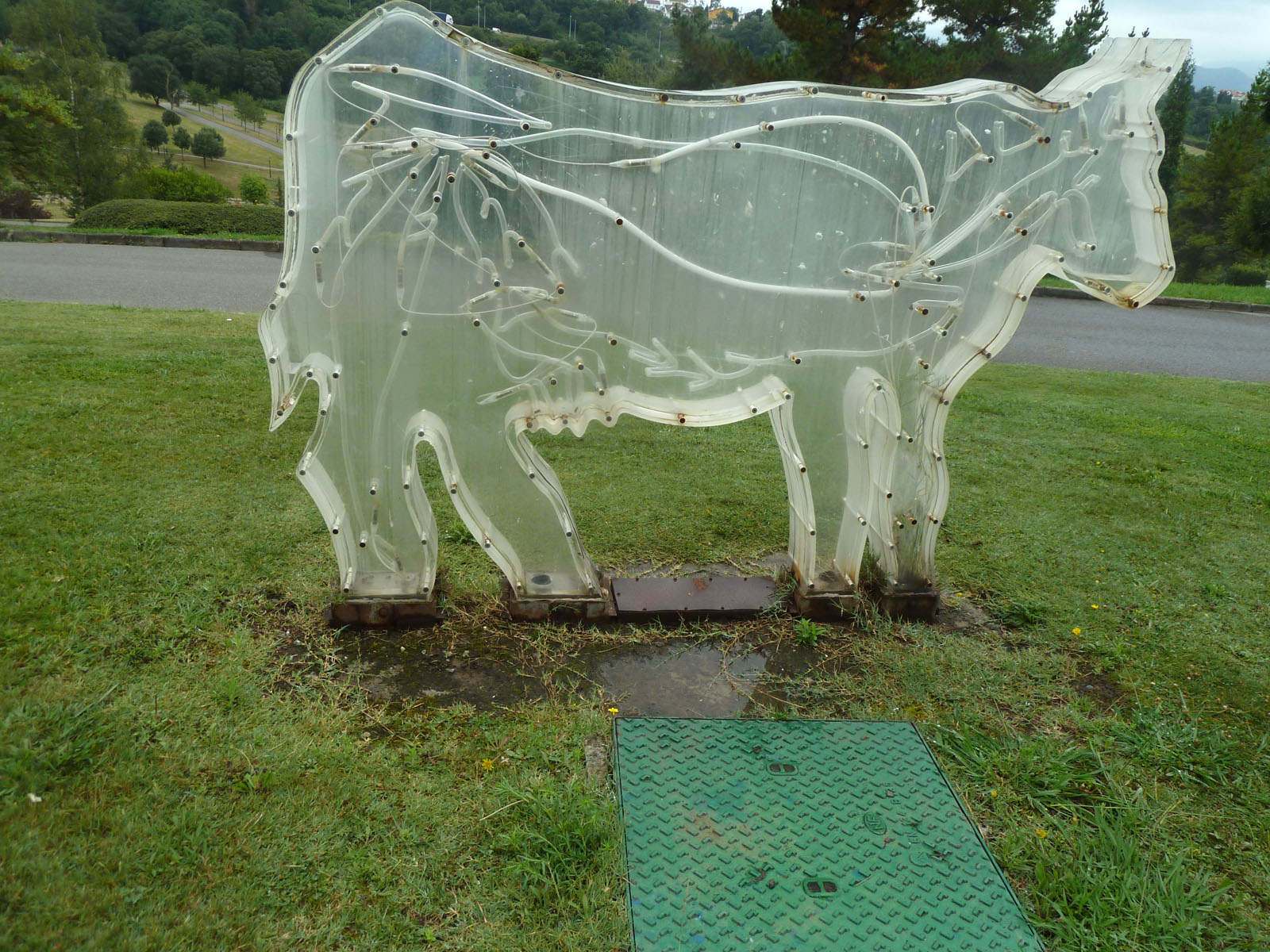
Vaca biológica.

La escultura urbana conocida como Vaca biológica, ubicada en el parque de Invierno, frente al Palacio de los Niños, en la ciudad de Oviedo, Principado de Asturias, España, es una de las más de un centenar que adornan las calles de la mencionada ciudad española.
El paisaje urbano de esta ciudad se ve adornado por obras escultóricas, generalmente monumentos conmemorativos dedicados a personajes de especial relevancia en un primer momento, y más puramente artísticas desde finales del siglo XX.
La escultura, hecha con fibra óptica y metacrilato, es obra de Cuco Suárez, y está datada en 2003. La obra está incluida en el inventario de Bienes del Patrimonio Cultural del Ayuntamiento de Oviedo, con la consideración de “Muebles de carácter histórico” o de considerable valor económico, dentro del subgrupo “Esculturas”, con el número 101, estando valorada en 103.662,57€.